# Glaphyria spinasingularis
Glaphyria spinasingularis là một loài bướm đêm trong họ Crambidae.